# 横浜市立左近山中学校
横浜市立左近山中学校（よこはましりつさこんやまちゅうがっこう、英: Yokohama City Sakonyama junior high school）は、神奈川県横浜市旭区にある公立中学校である。

## 概要
地元では「左近山中学校」、「左近山中」、「左近中」などの愛称で親しまれている。
校舎は南棟と北棟に分かれた地上4階建てであり、南棟と北棟を2・3階で渡り廊下が結ぶ。グラウンドの一角は体育館と武道場があり、プールは武道場の屋上である。
体育館は2016年7月下旬から2017年2月28日にかけて改修工事が行われていた。

## 沿革
- 1971年（昭和46年）
  - 2月9日 - 第1期工事（南棟西側半分）が完成し、万騎が原中学校に引き継がれる。
  - 4月1日 - 左近山第一小学校に於て開校式。職員14名、生徒304名 (1年159名) (2年145名)
  - 8月9日 - プール新設工事完成。
- 1972年（昭和47年）
  - 1月12日 - 第2期工事（南棟東側半分と北棟西側半分）完成
  - 8月12日 - 体育館新設工事完成。
  - 10月3日 - 校舎、プール、体育館 落成式。
  - 12月6日 - 職員室前花壇工事完成。

## 部活動
部活動は運動部7部と文化部2部の合計9部で構成される。近隣の他校よりも部活動の数が少ないのが特徴である。ソフトテニス部は女子のみの部員で構成されており、男子は入部することができない。バスケットボール部は男子バスケットボール部･女子バスケットボール部と男女に分けられているが、｢バスケットボール部｣として1つに纏められることも多い。音楽部は軽音楽を取り扱っており、吹奏楽は行わない。音楽部は左近山地域の地域行事などでも演奏の発表をしており、最も地域との交流がある部活動といえる。
- 運動部
  - 陸上競技部
  - サッカー部
  - 野球部
  - 卓球部
  - ソフトテニス部 (女子)
  - 男子バスケットボール部
  - 女子バスケットボール部
- 文化部
  - 音楽部
  - 美術部

## 委員会活動
当校の生徒会は本部役員を中心に代表委員会、各種専門委員会がある。また、その他特別な学校行事の運営に携わる特別委員会も設置されている。代表委員会はクラス委員･学級委員などとも言われる。
- 生徒会・専門委員会
  - 生徒会本部
  - 代表委員会（1年・2年・3年）
  - 保健安全委員会
  - 美化委員会
  - 図書委員会
  - 視聴覚委員会
- 特別委員会
  - 体育祭実行委員会
  - 文化祭実行委員会

生徒会本部役員は毎年9月末の生徒会役員選挙によって選出され、10月初めに告示される。学校行事のみならず、各学年行事に携わる委員会も設置されている。1年生の行事の委員会ならば参加でき年の場合も同じである。各学年の代表委員会とその他参加希望者らで構成されることが多い。
- 学年行事の委員会
  - スキー教室実行委員会 （1年）
  - 鎌倉校外学習実行委員会 （2年）
  - 修学旅行実行委員会 （3年）

## 学校行事･学年行事
下記のその他にも、全校朝会や生徒会本部が運営する生徒会朝会、生徒評議会が定期的に行われる。
- 4月
  - 入学式
  - 離退任式
  - 新入生を迎える会
  - 各種健康診断
- 5月
  - 修学旅行（3年）
  - 鎌倉校外学習（2年）
  - 生徒総会
  - 前期中間テスト
- 6月
  - 進路説明会
  - 体育祭
- 7月
  - 夏季休業
  - 教育相談
- 8月
  - 夏季休業
- 9月
  - 防災訓練
  - 前期期末テスト
  - 生徒会役員選挙
- 10月
  - 前期終業式
  - 後期始業式
  - 文化祭
  - 学校を開く！週間
- 11月
  - 土曜参観
  - 後期中間テスト
- 12月
  - 教育相談
  - 大掃除
  - 冬季休業
- 1月
  - 教育相談
  - 冬季休業
  - 新入生保護者説明会
  - 職場体験（2年）
  - スキー教室（1年）
- 2月
  - 後期期末テスト
  - 公立高校入試選抜（3年）
- 3月
  - 横浜市学力・学習状況調査（1・2年）
  - 卒業遠足（3年）
  - 3年生を送る会
  - 卒業証書授与式
  - 球技大会（1・2年）
  - 学年百人一首大会（各学年）
  - 修了式
  - 春季休業

## 通級指導教室
当校には北棟3階に「左近山中学校通級指導教室」があり、他校の生徒が来校することもある。

## 進学前小学校
- 横浜市立左近山小学校[1]

## アクセス
相模鉄道線「二俣川駅」で下車、相鉄バス「二俣川駅南口」から1番乗り場で左近山団地行きバスに乗車。「左近山第2」バス停で下車し、徒歩2分。
平日は10分間隔でバスが運行している。道路の混雑状況によるが、「二俣川駅南口」から「左近山第2」バス停まで大体15 - 30分程の時間を要する。